# آموس ديكون
آموس ديكون (بالإنجليزية: Amos Deacon)‏ هو لاعب هوكي الحقل أمريكي، ولد في 28 مايو 1904، وتوفي في 9 أكتوبر 1982.

## وصلات خارجية
- آموس ديكون على موقع أوليمبيديا (الإنجليزية)